# Mithamain Upazila
Mithamain Upazila är ett underdistrikt i Bangladesh. Det ligger i den centrala delen av landet, 100 km nordost om huvudstaden Dhaka. Mithamain Upazila ligger vid sjön Bengala Bīl.
Trakten runt Mithamain Upazila består till största delen av jordbruksmark. Runt Mithamain Upazila är det tätbefolkat, med 613 invånare per kvadratkilometer.